# ترقالت
ترقالت (به عربی: ترقالت) یک شهرداری در الجزایر است که در استان سوق اهراس واقع شده‌است.